# Callopistria meridionalis
Callopistria meridionalis är en fjärilsart som beskrevs av Collenette 1929. Callopistria meridionalis ingår i släktet Callopistria och familjen nattflyn. Inga underarter finns listade i Catalogue of Life.